# Sjöbyttebäcken

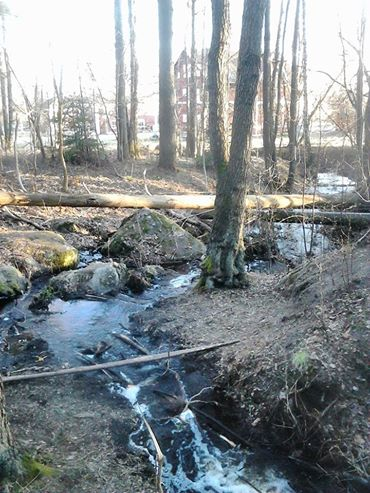
Del av Sjöbyttebäcken innan den 2017 grävdes sönder.

Sjöbyttebäcken är ett cirka två kilometer långt vattendrag i Hudiksvalls kommun. Den avvattnar Långtjärnen, belägen nordost om Iggesund, 29 m ö.h., och strömmar ner mot Byfjärden vid Iggesund. Strax före utloppet ligger ett flackt område på 1-2 ha, kallat "Sjöbytta", vilket har givit bäcken dess namn. Vattenföringen varierar mellan 1 och 100 l/s, men soliga och varma somrar (som till exempel 2014 eller 2018) kan den under kortare tider helt upphöra, så att vatten endast finns kvar i höljor och sel.
Vattendragets lutning är ganska kraftig, särskilt öster om Ostkustbanan, och ett antal vägtrummor i villaområdet före mynningen gör fiskvandring omöjlig (dessutom är cirka 40 m av bäcken kulverterad). Bäckens sista 200 m före den tidigare mynningen torrlades för övrigt i början av 1980-talet och en helt ny mynning, brantare och mer vinkelrät mot Byfjärden och Bodarnevägen grävdes fram. Sportfiskarna har utrett förutsättningarna för en restaurering av bäcken, och Hudiksvalls kommuns fiskevårdsplan säger i princip att felplacerade vägtrummor och dylikt ska åtgärdas allt eftersom, men 2017 hade inga åtgärder ännu vidtagits. 
Nordväst om järnvägen i norra Iggesund finns ett villaområde med samma namn som bäcken.
Vintern 2017 grävdes bäckfåran i skogen på bilden sönder. Stenar, träd och rötter avlägsnades med grävskopa, sträckan närmast järnvägen rätades, och den natursköna bäckravinens karaktär av levande, slingrande vattendrag är nu ett minne blott. (Att en vägtrumma grävdes bort nedanför kröken borterst på fotot var dock mer i enlighet med kommunens fiskevårdsplan). Efter anmälan till Länsstyrelsen i Gävleborg blev bäckfåran dock under hösten samma år delvis restaurerad genom att stora stenar åter lades dit på en sträcka av cirka 100 meter.